# 湯霖
湯霖（1850年—1911年），字崇道，號雨三，湖北省黃州府黃梅縣人，清朝政治人物、同進士出身，中国国学大师汤用彤之父。
光緒十六年（1890年），参加光緒庚寅科殿試，登進士三甲127名。同年五月，著交吏部掣签，分发各省以知县即用。当年任甘肃省凉州府平番县（今永登县）知县，1893年至1897年任兰州府渭源县知县。

## 延伸阅读
[在维基数据编辑]